# 毛澄
毛澄（1460年—1523年），字憲清，號白齋，晚年更號三江，直隸蘇州府崑山縣（今屬江蘇昆山市）人。明朝狀元，官至禮部尚書。

## 生平
毛澄早年喪父，由祖父毛弼撫養，成化二十二年（1486年）丙午科應天府鄉試第五十二名舉人，明孝宗弘治六年（1493年）成癸丑科會試第二十五名，一甲一名進士（狀元），當年祖父正好百歲，雙喜臨門，地方官建造“人瑞状元坊”。後授翰林院修撰，預修《明會典》，後在皇帝身边擔任讲官。
明武宗即位后，晋升左庶子。正德四年（1509年），因劉瑾誣陷，貶為侍讀。之後再升侍講學士、學士，掌院事，歷任禮部侍郎。正德十二年（1517年）六月，拜為禮部尚書。正德十四年（1519年）二月，明武宗南巡之爭中，毛澄冒死上疏谏言，在一片反对声中，南巡終於作罢。正德十六年（1521年）三月，武宗猝死“豹房”，死後無子。毛澄以武宗和汉武帝一样威服外夷为由，定庙号武宗。
不久，毛澄与大學士梁儲、壽寧侯張鶴齡、駙馬崔元、太監韋霦等至安陆迎朱厚熜即位，是為明世宗嘉靖皇帝。朱厚熜想给自己亲生父母立尊号，但毛澄等人堅持“興獻帝不宜加皇號”，抗疏力爭，史稱“大禮議”。朱厚璁派太監去見毛澄，向毛澄長跪叩頭請求，又賂以重金。毛澄以老病为由，接连上疏乞归，都被慰留。嘉靖二年（1523年）春，獲准歸休，在回太仓途中病逝。諡文簡。

## 家族
曾祖毛伯振；祖父毛弼，遇例冠帶；父毛昇，母范氏。重庆下。兄洪、浩。弟津、渊。

## 延伸阅读
[在维基数据编辑]
 《國朝獻徵錄·卷之三十四》，出自焦竑《國朝獻徵錄》
 《明史卷一百九十一》，出自《明史》
 在维基共享资源阅览影像